# 朱伯辰
朱伯辰（1516年—？），字文拱，號泰浦，江西南昌府南昌縣人，民籍，明朝政治人物。

## 生平
江西鄉試第五十九名舉人。嘉靖二十六年（1547年）中式丁未科會試第三十九名，登第三甲第六十九名進士。通政司觀政，授崑山知县，二十九年九月选授兵科给事中，嘉靖三十二年三月升兵科右给事中，請增築北京外城。八月，因弹劾通政使赵文华，文华則稱其受吏部尚書万镗指使，世宗遂将萬镗、伯辰革职为民。嘉靖三十三年四月以京师外城完工，伯辰以倡议功，准冠带闲住。

## 家族
曾祖朱濟霖；祖父朱奇齡；父朱楚，母楊氏。子朱期学。